# 52. п. н. е.

## Догађаји
- Убиство римског популарског вође Клодија изазива осветничке нереде од стране његових присталица који спаљују јавне зграде, укључујући седиште Сената. Након нереда, угушених тек уз интервенцију војске, почиње суђење Милону, Клодијевом супарнику оптуженом за његово убиство. Милонов бранитељ Цицерон у страху од одмазде не одржава свој раније припремљени говор (Pro Milone), па је Милон проглашен кривим и осуђен на егзил у Масилију.
- Помпеј се жени Корнелијом Метелом, ћерком свог колеге конзула Метела Сципиона, прешавши симболички на страну оптимата и означивши раскид са Цезаром.
- Галски рат: Опсада Алезије током које Цезар спречава Верцингеториксов пробој из утвређеног града и истовремено туче галску војску која је покушала да му дође у помоћ. Верцингеторикс се након пораза предаје Цезару, означивши симболички крај најспектакуларнијег покушаја Гала да се одупру римској власти.